# 黔灵镇
黔灵镇，是中华人民共和国贵州省貴陽市云岩区下辖的一个乡镇级行政单位。

## 行政区划
黔灵镇下辖以下地区：
沙河社区、世纪园社区、欣歆园社区、扶风花园社区、沙河村、茶店村、东山村、西瓜村、云岩村、三桥村、改茶村、黔灵村、雅关村、偏坡村、渔安村、宅吉村和安井村。